# Steiner Aa
Die Steiner Aa ist ein gut 21 Kilometer langer Bach im Schweizer Kanton Schwyz. Sie ist ein rechter Zufluss der Muota und somit ein indirekter Zufluss zur Reuss und zum Vierwaldstättersee.

## Geographie

### Verlauf

#### Steiner Aa
Die Steiner Aa entspringt im hoch gelegenen, bewaldeten Tal zwischen dem Hochstuckli (1566 m ü. M.), der Nätschhöchi (1526 m ü. M.) und dem Grossbrechenstock (1559 m ü. M.) oberhalb der Hunds-Chotten im Gemeindegebiet von Rothenthurm SZ. Das Quellgebiet ist eine feuchte sumpfige Landschaft mit mehreren Moorgebieten von nationaler Bedeutung (Hochmoor und Flachmoor Hinter den Weiden, Flachmoore Bannegg und Hunds-Chotten). Die Steiner Aa fliesst in einem tief in das Gebirge eingeschnittenen Tal drei Kilometer weit gegen Norden und erreicht dann das offene Kulturland bei Biberegg mit dem Passübergang Sattel (933 m ü. M.). Der Fluss ändert seine Fliessrichtung knapp südlich der Wasserscheide von Biberegg gegen Westen. Auf der gegenüberliegenden Seite der Wasserscheide entspringt bei Biberegg der Ziegelhüttenbach im Einzugsgebiet der Limmat.
Im engen Tal südwestlich von Biberegg, durch das die Steiner Aa als Wildbach mit grossem Sohlgefälle fliesst, liegen rechts vom Fluss die Hauptstrasse 8 und die Bahnstrecke Biberbrugg–Arth-Goldau der Schweizerischen Südostbahn. Die Steiner Aa durchquert das Gebiet der Gemeinde Sattel, wo sie von der Schlagenstrasse überquert wird, und das Tal bei Diezigen. Das Flussbett ist zum Schutz gegen Hochwasser und Erosion seit den 1930er Jahren mit vielen Sohlschwellen verbaut und mit hohen Mauern gesichert.
In Steinen erreicht die Steiner Aa auf der Höhe von 470 m ü. M., also etwa als 1000 Meter tiefer als ihre Quelle, den Talboden nördlich von Schwyz. Im Dorf Steinen, das oft von schwerem Hochwasser der Steiner Aa bedroht war, überquert die Hauptstrasse 369 den Fluss, der die Ortschaft in einer tiefen Rinne passiert und auch weiter unten durch einen Kanal fliesst. Ausserhalb von Steinen unterquert die Steiner Aa die Gotthardbahn, tangiert danach die Industriezone Frauholz und wird nach einem halben Kilometer von der Autobahn A4 überquert. Beim Aazopf, der Spitze des grossen Schwemmkegels bei Steinen, mündet die Steiner Aa in den Lauerzersee.
Die Ebene zwischen der Autobahn und dem See weist geschützte Moorgebiete auf, und der Mündungsbereich der Steiner Aa ist als Amphibienlaichgebiet von nationaler Bedeutung «Aazopf» ausgewiesen. Der See mit der Uferzone ist zudem als geschützte Landschaft im Bundesinventar der Landschaften und Naturdenkmäler von nationaler Bedeutung verzeichnet und der Mündungsbereich und der westliche Seeabschnitt gehören zum Gebiet «Sägel/Lauerzersee» des Bundesinventars der Moorlandschaften von besonderer Schönheit und von nationaler Bedeutung. Die Steiner Aa durchquert auf einer Strecke von drei Kilometern den Lauerzersee und verlässt diesen im Ortsteil Seewen der Gemeinde Schwyz als Seeweren.

Die Steiner Aa
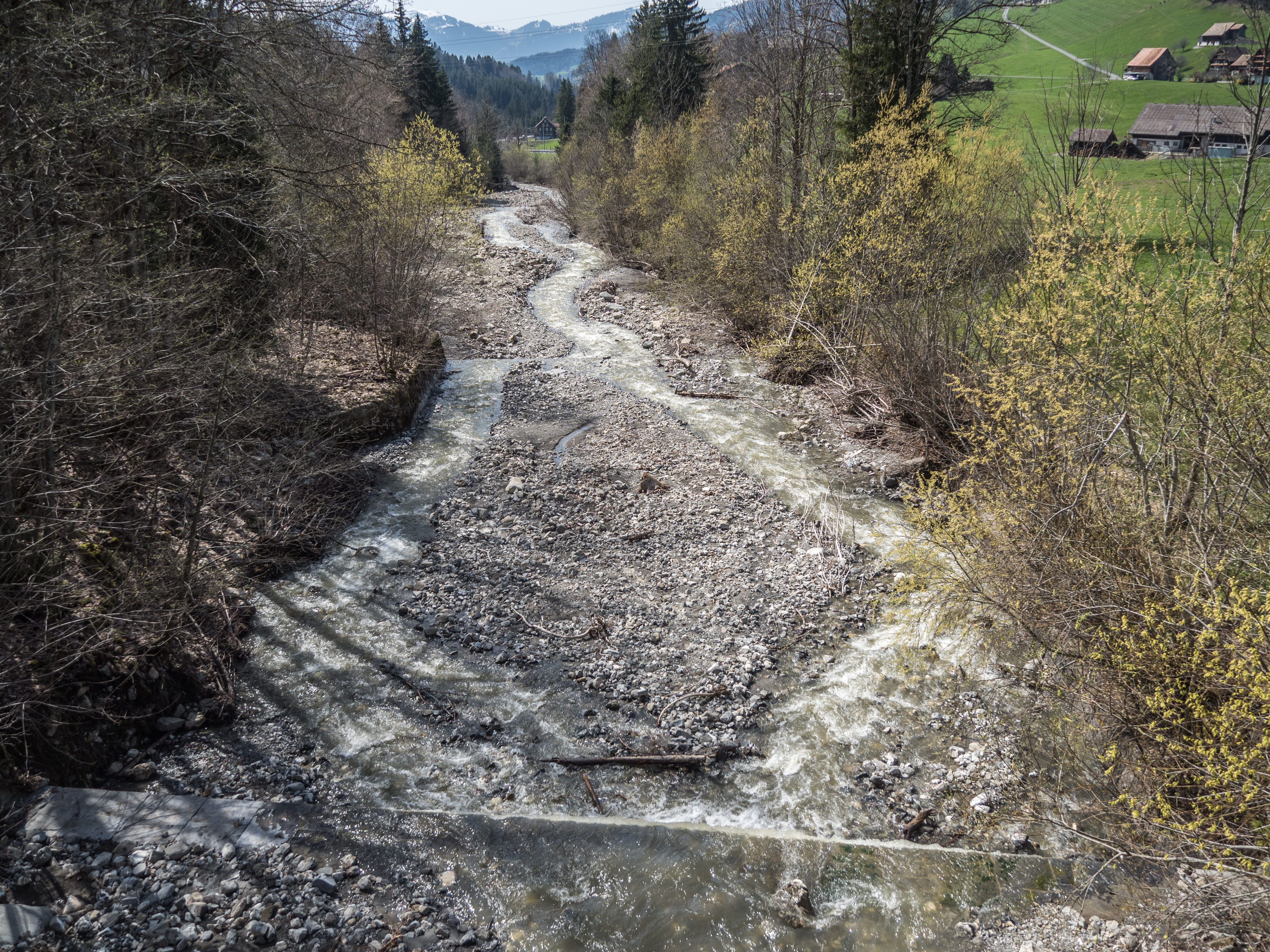
… bei Biberegg in Rothenthurm
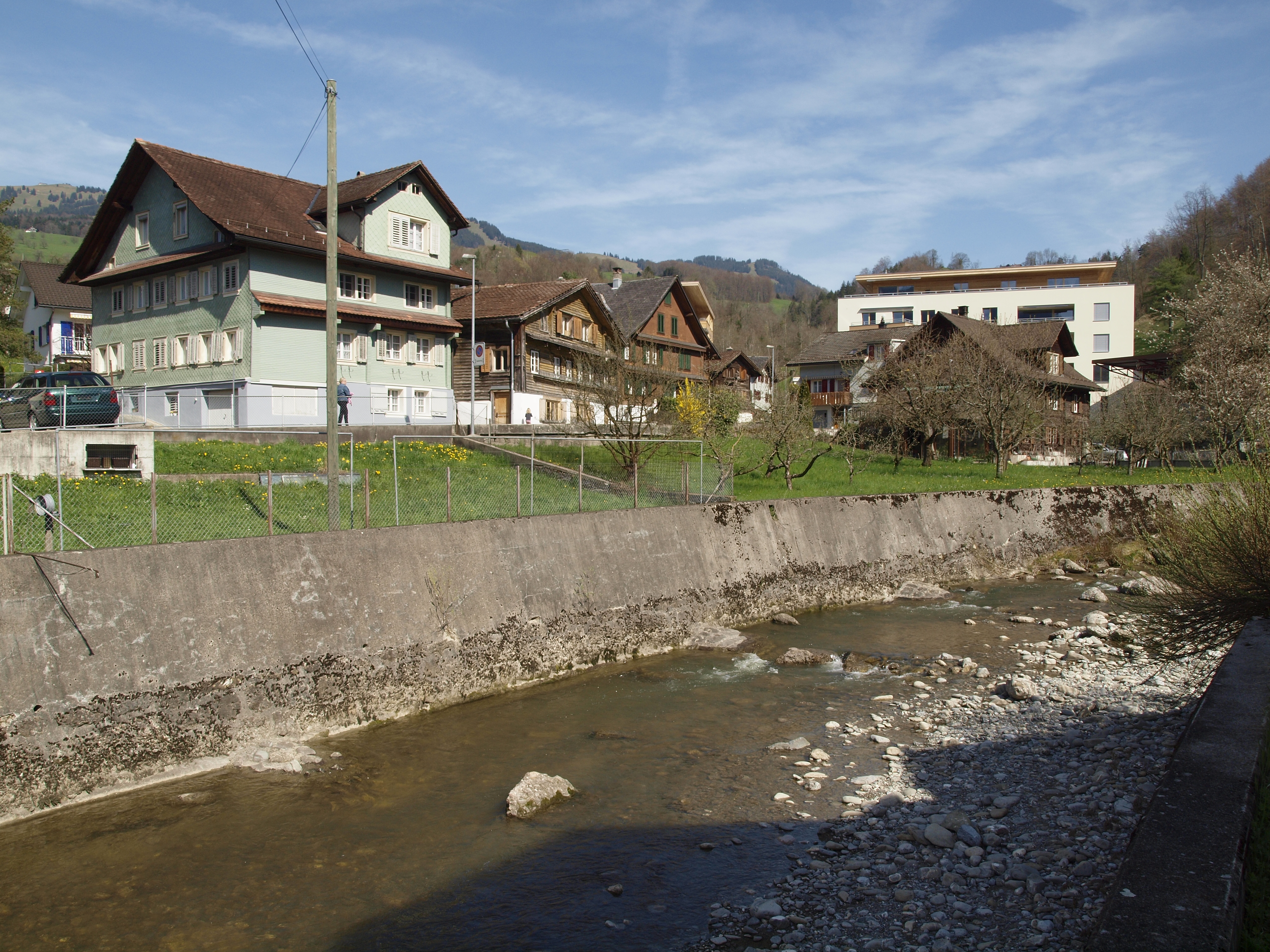
… in Steinen
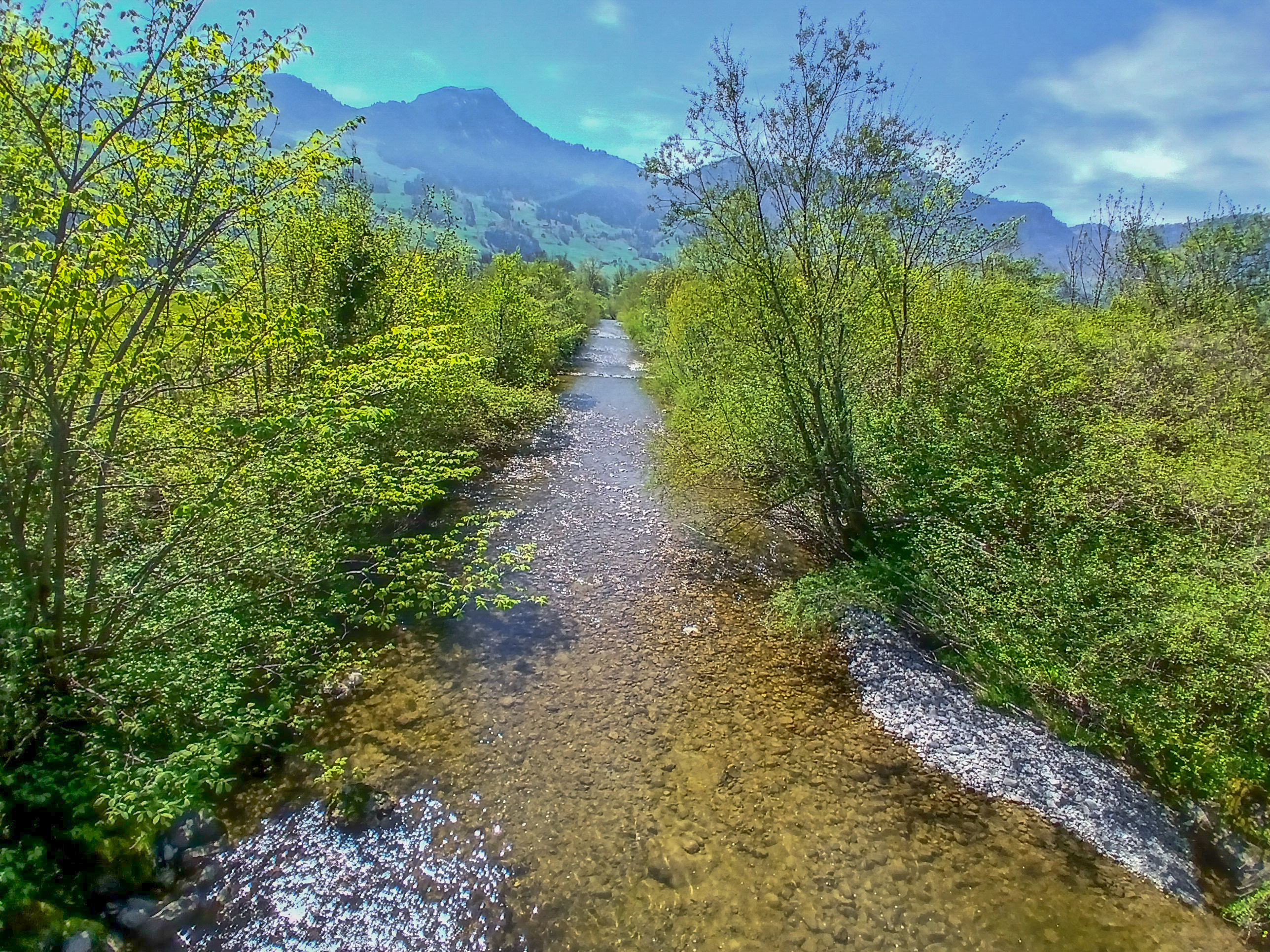
… kurz vor der Mündung in den Lauerzersee bei Steinen

#### Lauerzersee
Der 3,1 km² grosse Lauerzersee gehört mit seiner maximalen Wassertiefe von 14 m zu den flachsten Seen der Schweiz.

#### Seeweren
Bei Seewen überqueren die Hauptstrasse 2, die dort Lauerzerstrasse heisst, eine Förderbandbrücke des Steinbruchs Zingel, der Zingelviadukt sowie 1,5 Kilometer weiter südlich der Sechzehniviadukt der Autobahn A4 den Fluss. Dieser erreicht bald darauf, am südlichen Hangfuss des Urmibergs und bei der Gemeindegrenze zwischen Schwyz und Ingenbohl, von rechts die Muota, ohne direkt in diese einzumünden. Vielmehr liegt die Seeweren rechts der Muota im künstlichen Oberwasserkanal zum ehemaligen Kraftwerk Brunnen des Elektrizitätswerks Schwyz und danach im 500 Meter langen Unterwasserkanal bis zur Mündung in die Muota oberhalb der Wylerbrücke. Das 2017 stillgelegte Kraftwerk Brunnen wird ab 2025 zurückgebaut und die Muota mit dem letzten Abschnitt der Seeweren revitalisiert. 
Damit wird sich die Gesamtlänge der Steiner Aa durch die geplanten Bauarbeiten erheblich verändern.

### Einzugsgebiet
Das 83,65 km² grosse Einzugsgebiet der Steiner Aa liegt in den Schwyzer Alpen und wird durch sie über die Muota, die Reuss, die Aare und den Rhein zur Nordsee entwässert.
Es besteht zu 35,7 % aus bestockter Fläche, zu 48,6 % aus Landwirtschaftsfläche, zu 8,5 % aus Siedlungsfläche und zu 7,2 % aus unproduktiven Flächen.
Die Flächenverteilung
Die mittlere Höhe des Einzugsgebietes beträgt 864,6 m ü. M., die minimale Höhe liegt bei 397 m ü. M. und die maximale Höhe bei 1727 m ü. M.

### Zuflüsse
Steiner Aa, 13,9 km, 27,68 km², 1,3 m³/s
- Bärenbodenbach (links), 0,8 km
- Grossmattbach (links), 0,8 km
- Unteribach (links), 1,7 km
- Lauitobelbach (links), 4,4 km, 3,69 km², 0,19 m³/s
- Zällbach (links), 1,8 km
- Änderenbach (Sagenbach) (rechts), 3,3 km, 3,75 km², 0,17 m³/s
- Schäfbodenbach (rechts), 2,9 km, 2,25 km²
- Erlibach[10] (links), 2,3 km
- Höchweidgraben (links), 0,8 km
- Schwarzenbach (links), 2,3 km
- Churzenbodenbach (links), 1,2 km
- Talacherbach (rechts), 3,5 km, 2,08 km²
- Mühlacherbach (links), 1,1 km
- Nageldbach (Stiglibach) (links), 1,6 km

Lauerzersee (Seeachse), 3,5 km, 72,39 km²

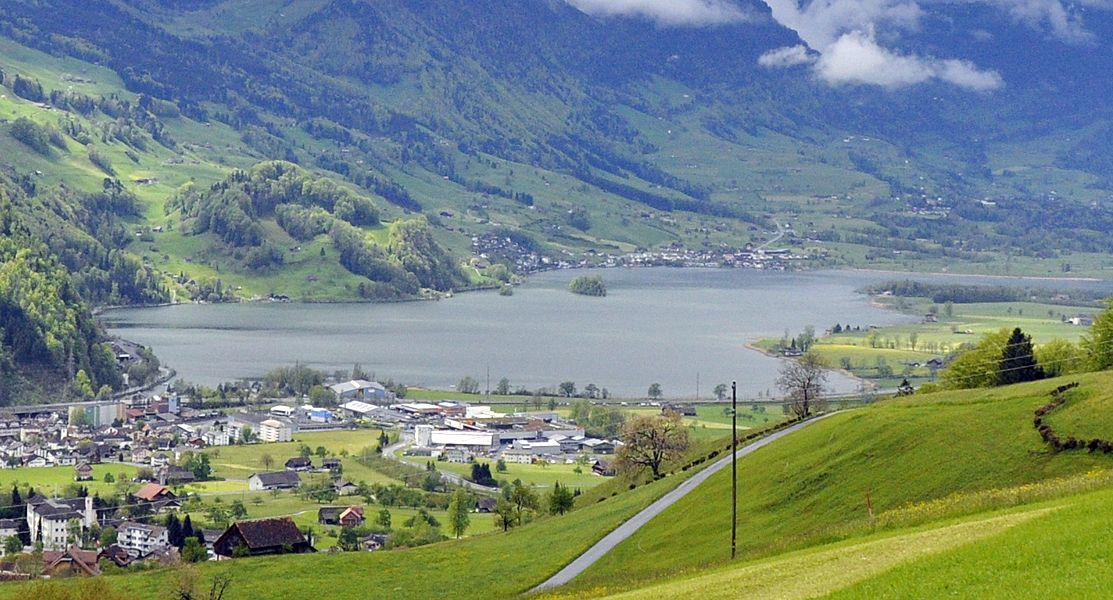
Der Lauerzersee

- Chäppelibach (rechts), 2,7 km, 2,04 km²
- Wydenbach (rechts), 5,3 km, 3,73 km², 0,16 m³/s
- Hasenbach (rechts), 3,4 km, 1,21 km²
- Goldbach (rechts), 6,4 km, 8,60 km², 0,34 m³/s
- Chlausenbach (rechts), 5,3 km, 5,95 km², 0,26 m³/s
- Dorfbach (rechts), 2,8 km, 1,84 km²
- Oberrütibach (Boolbach) (rechts), 0,5 km
- Sagibächli (Mühlibächli) (rechts), 1,2 km, 2,22 km²
- Schipfbach (rechts), 0,8 km
- Chlostermattbach (rechts), 0,9 km
- Schornenbach (links), 3,5 km, 3,53 km², 0,13 m³/s
- Husmattbach (Ottentalbach) (rechts), 0,3 km, 0,74 km²
- Gründelisbach (links), 4,2 km, 3,51 km², 0,14 m³/s
- Siechenbach (links), 5,2 km, 2,90 km²

Seeweren, 3,9 km, 83,65 km², 3,43 m³/s
- Nietenbach (links), 5,8 km, 3,80 km², 0,18 m³/s
- Wintersriedkanal (links), 0,8 km

## Hydrologie
Bei der Mündung der Seeweren in die Muota beträgt ihre modellierte mittlere Abflussmenge (MQ) 3,43 m³/s. Ihr Abflussregimetyp ist nival de transition und ihre Abflussvariabilität beträgt 19.

## Brücken
18 Übergänge überqueren den Bach von der Quelle oberhalb Rothenthurm bis zur Mündung in den Lauerzersee: Neun Strassen-, fünf Fussgänger-, eine Eisenbahn-, eine Feldweg- und eine Pistenbrücke, sowie eine Furt.

Brücken über die Steiner Aa und die Seeweren
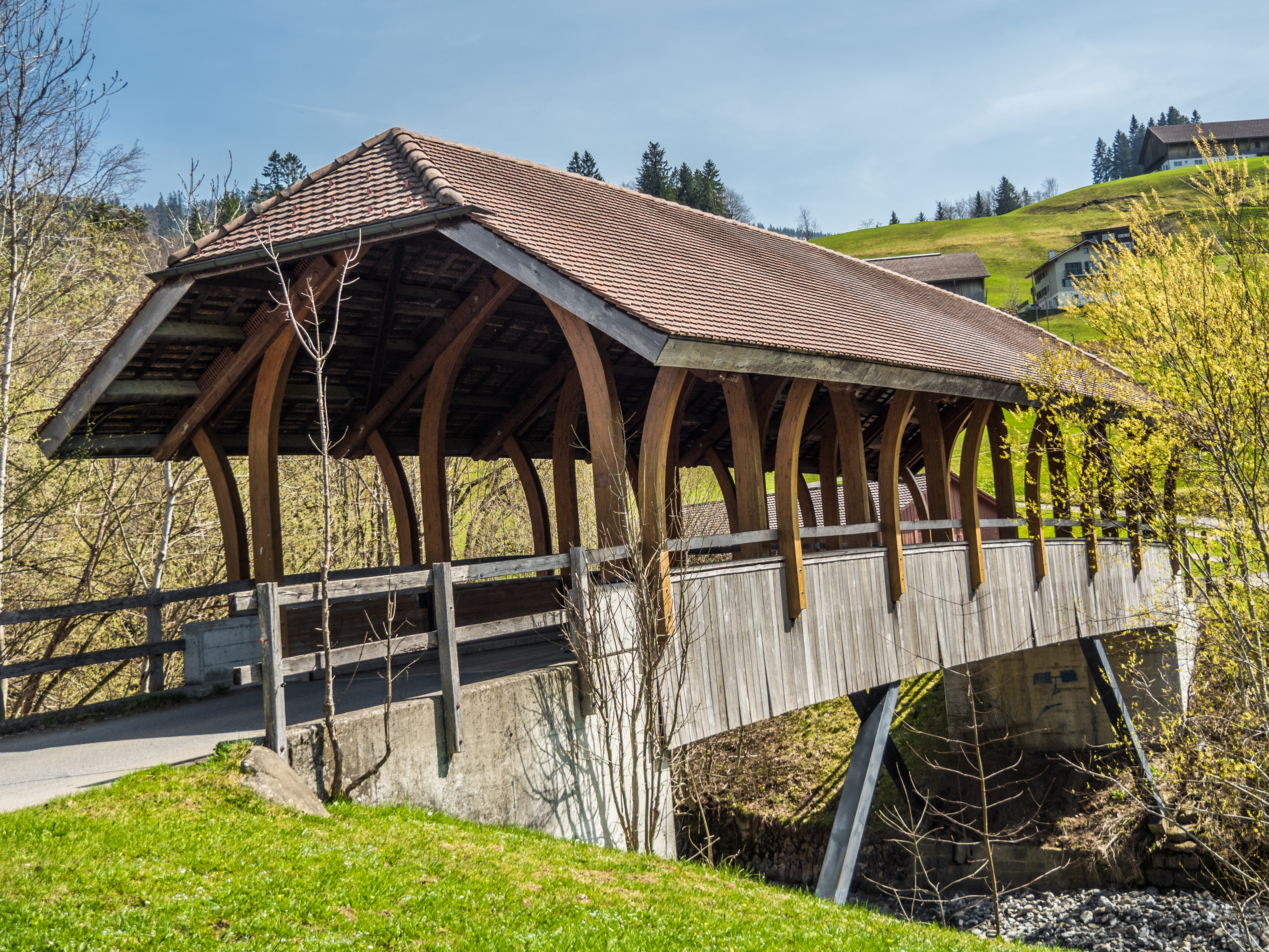
Bibereggbrücke in Rothenthurm
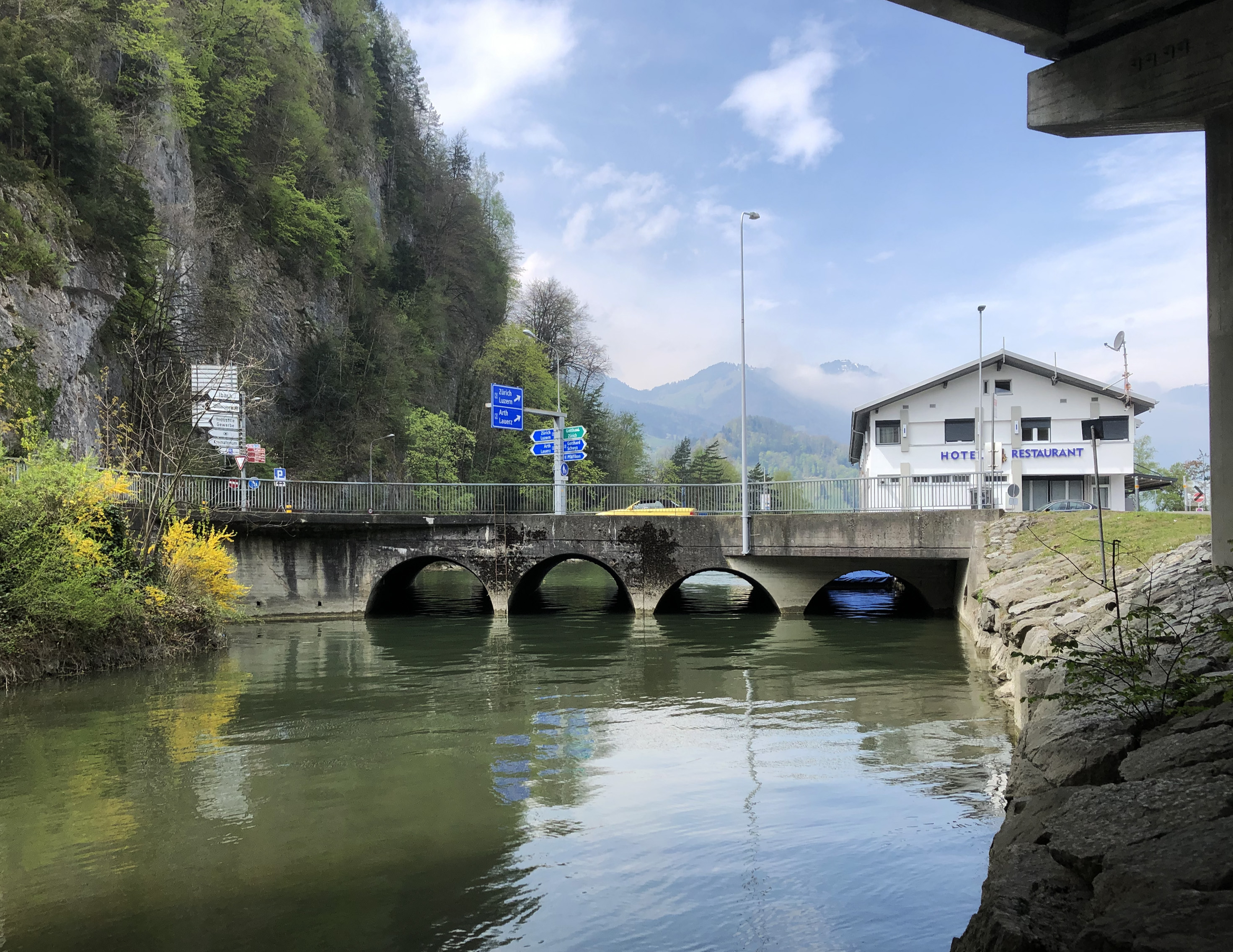
Brücke der Lauerzerstrasse bei Seewen
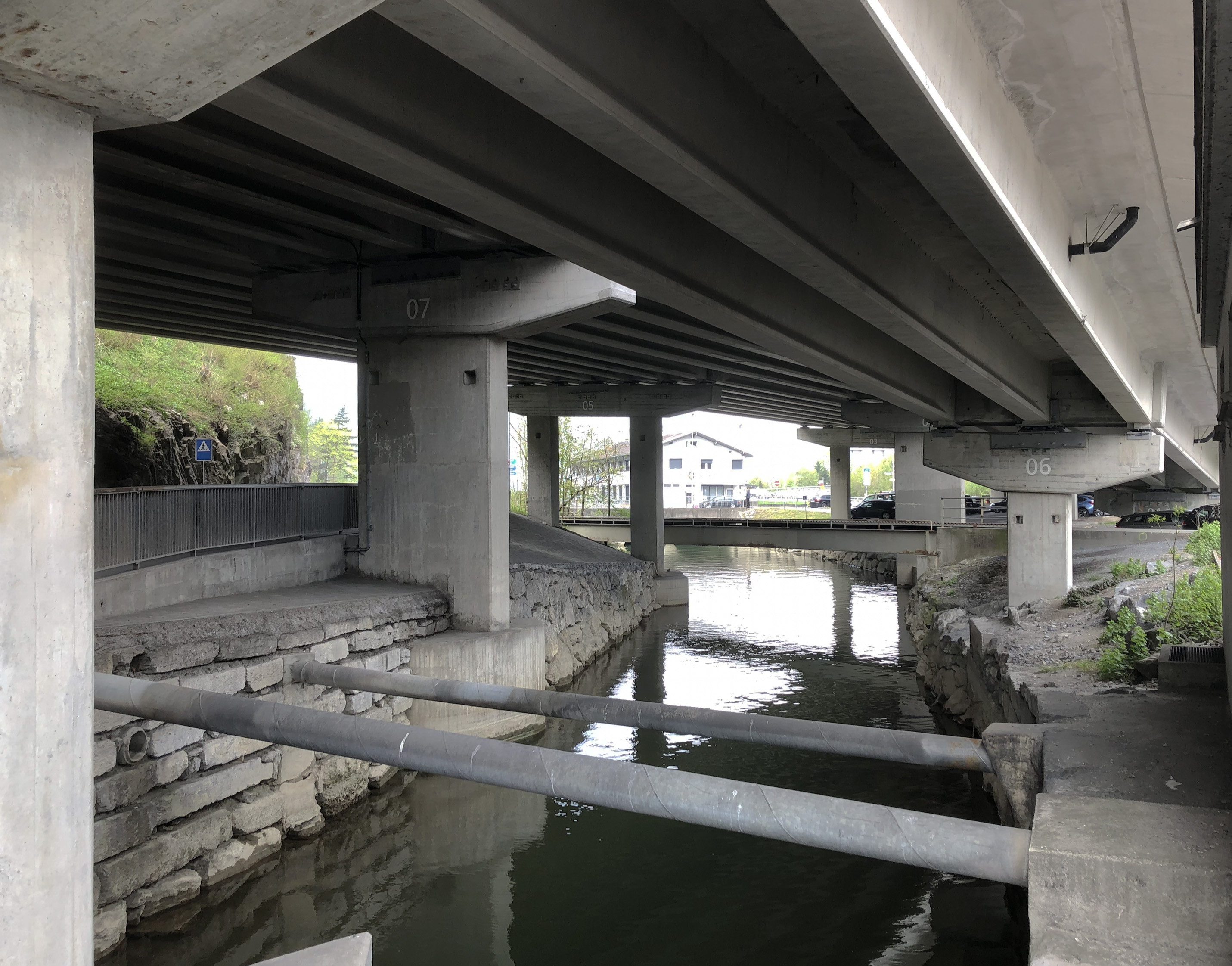
Zingelviadukt über der Seeweren
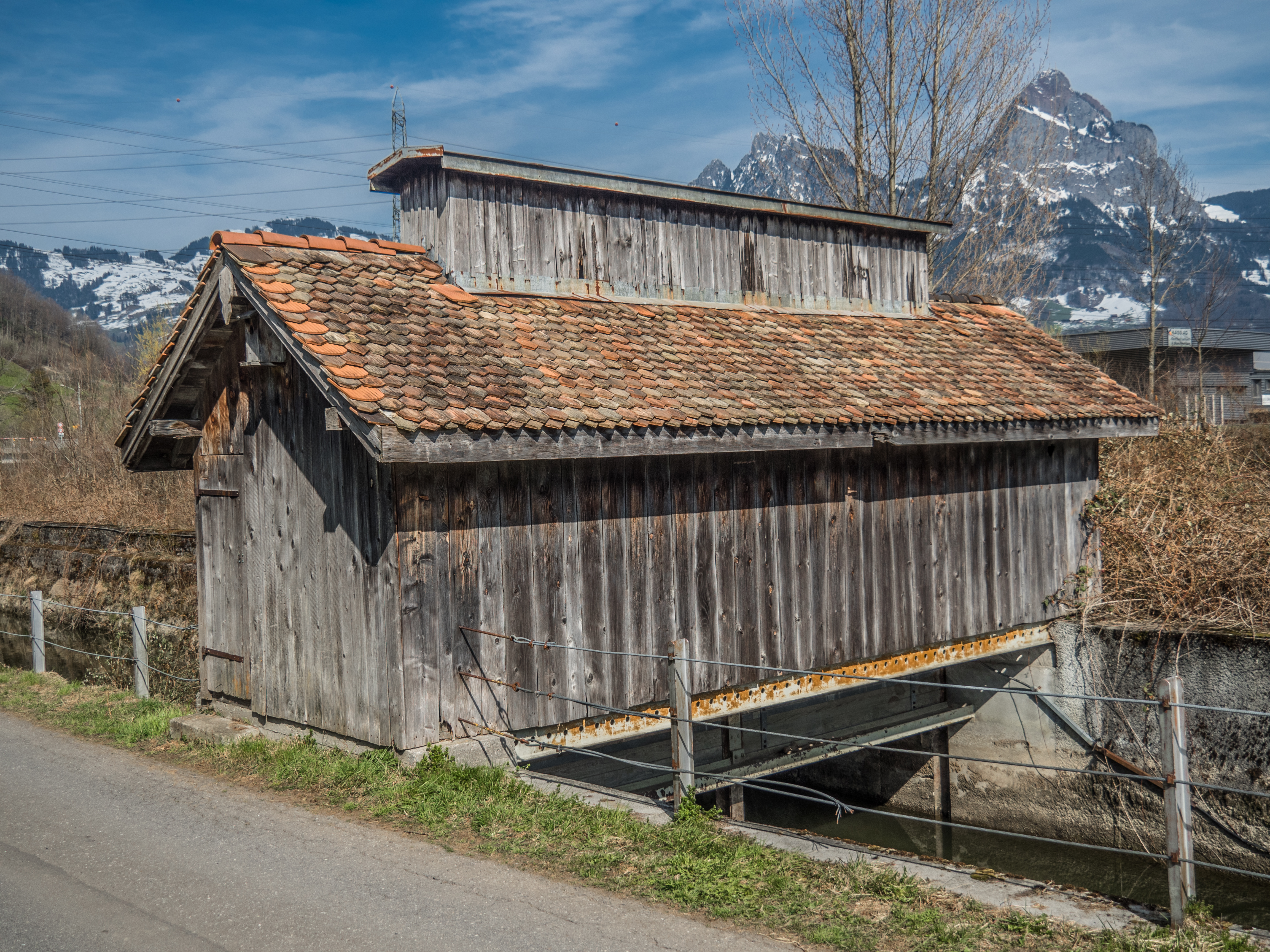
Holzschopf über die Seeweren in Brunnen